# Longitarsus andalusicus
Longitarsus andalusicus là một loài bọ cánh cứng trong họ Chrysomelidae. Loài này được Gruev miêu tả khoa học năm 1973.